# 青龙山村
青龙山村位于黑龙江哈尔滨阿城区平山镇，曾经是一个行政村，但是1990年代后被撤销。

## 村民户籍问题
1992年8月时，青龙山村尚有村民358户，哈尔滨市为兴建西泉眼水库陆续将村民搬迁，至1998年底全部搬迁完毕，青龙山村从行政意义上消失。由于部分村民认为偿标准过低，且生活没有妥善安置，自1999年起开始返回，至2011年，尚有400余人居住，但均已失去户籍。由于没有户籍，村民生活遇到了诸多困难，后引起媒体的广泛关注和报道，哈尔滨市后成立调查组试图解决青龙山村的问题。

## 村庄状况
青龙山村为西泉眼水库的一部分，但尚未被淹没，距哈尔滨市区不足100公里。村里不通公路，无水无电，不受政府管制。每户至少种植了数十亩土地，因此获得了较好的经济收益，且不实行计划生育，因为村民普遍不希望搬迁而想获得户口，问题一直未获得解决。